# التغير المناخي في عام 2024
توثق هذه المقالة الأحداث، والنتائج البحثية، والتطورات العلمية والتقنية، والإجراءات البشرية من ناحية القياس، والتنبؤ، والتخفيف، والتكيف مع آثار الاحتباس الحراري والتغير المناخي خلال عام 2024.

## ملخصات
- 19 مارس: «تمثل أزمة المناخ التحدي الحاسم الذي تواجهه البشرية، وهي مرتبطة ارتباطًا وثيقًا بأزمة عدم المساواة، مثلما يتضح من تنامي انعدام الأمن الغذائي، ونزوح السكان، وفقدان التنوع البيولوجي». - الأستاذة سيليستي ساولو، الأمين العام للمنظمة العالمية للأرصاد الجوية، في تقرير حالة المناخ لسنة 2023.[1][2]
- أكتوبر: «تعرض توازن الدورة الهيدرولوجية للاختلال لأول مرة في تاريخ البشرية، مما يقوض تحقيق مستقبل عادل ومستدام للجميع».[3]
- 12 نوفمبر: في مؤتمر الأمم المتحدة للتغير المناخي (كوب 29)، وصف الأمين العام للأمم المتحدة أنطونيو غوتيريش عام 2024 بأنه «درس نموذجي في تدمير المناخ».[4]

## القياسات والإحصاءات
- 5 فبراير: اقترحت دراسة نشرت في دورية وقائع الأكاديمية الوطنية للعلوم إضافة «فئة سادسة» إلى مقياس سفير-سمبسون لرياح الأعاصير لتبيان مخاطر العواصف لعامة الناس بصورة ملائمة، وأشار الباحثون إلى أن العديد من العواصف كانت قد وصلت إلى هذه الشدة بالفعل.[5]
- 5 فبراير: خلصت دراسة نشرت في دورية «طبيعة التغير المناخي»، استندت على 300 سنة من سجلات درجة حرارة طبقات المحيط المختلطة المحفوظة في هياكل إسفنجية صلبة، إلى أن الاحتباس الحراري الحديث بدأ في ستينيات القرن التاسع عشر (أي قبل أكثر من 80 عامًا من التاريخ المشار إليه في سجلات درجات حرارة سطح البحر)، وكانت درجات الحرارة أعلى بمقدار 1.7 درجة مئوية عن مستويات ما قبل التحول الصناعي بحلول عام 2020، وهذا الرقم أعلى من تقديرات الهيئة الحكومية الدولية المعنية بتغير المناخ بمقدار 0.5 درجة مئوية.[6]
- فبراير (حسب تقارير): أشار تحليل أجراه مركز كوبرنيكوس لتغير المناخ إلى أن متوسط درجات حرارة الهواء العالمية تجاوز حاجز 1.5 درجة مئوية لأول مرة خلال الفترة الممتدة ما بين فبراير 2023 ويناير 2024. لا ينتهك هذا الخرق السنوي معدل 1.5 درجة المتفق عليه في اتفاقية باريس لسنة 2015.[7]
- 13 فبراير: خلصت دراسة نشرت في دورية «قضايا راهنة في السياحة» إلى أن متوسط مواسم التزلج في الولايات المتحدة (بما في ذلك صناعة الثلج) تقلص خلال الفترة 1960-1979 والفترة 2000-2019 بمقدار يتراوح من 5.5 إلى 7.1 يومًا لكل موسم، وتبعه خسائر اقتصادية مباشرة تقدر بنحو 252 مليون دولار سنويًا.[8]
- 18 مارس (حسب تقارير): خلص تحليل أجراه جهاز إعادة التحاليل المناخية التابع لجامعة مين، تناول فيه بيانات صادرة عن الإدارة الوطنية للمحيطات والغلاف الجوي، إلى أن المتوسط العالمي لحرارة سطح المحيطات بلغ ذروته القياسية اليومية في منتصف شهر مارس من عام 2023، وظل عند مستويات مرتفعة غير مسبوقة يوميًا منذ ذلك الحين.[9]
- 21 مارس: خلصت دراسة في دورية «اتصالات الأرض والبيئة» إلى أن ارتفاع درجات الحرارة من شأنه زيادة التضخم بصورة مستمرة على مدى 12 شهرًا في البلدان ذات الدخل المرتفع والمنخفض على حد سواء، مع بلوغ الضغوط المنوطة بالتضخم ذروتها عند خطوط العرض المنخفضة، ووجود نزعة موسمية قوية عند خطوط العرض العالية.[10]
- 8 مايو (حسب تقارير): أفادت مؤسسة إمبر أن الطاقة المتجددة شكلت لأول مرة 30% من إنتاج الكهرباء العالمي في عام 2023.[11]
- 28 مايو: خلصت دراسة نشرتها منظمة كلايمت سنترال، ومركز المناخ المشترك ما بين الصليب الأحمر والهلال الأحمر، والهيئة العالمية للإسناد الجوي، إلى أن التغير المناخي الناجم عن البشر تسبب في زيادة المتوسط العالمي لأيام الحرارة الشديدة بواقع 26 يومًا إضافيًا خلال الأشهر الاثني عشر السابقة.[12]
- 11 يونيو: قدرت دراسة نشرت في دورية «بيانات علوم النظم الأرضية» أن إجمالي انبعاثات أكسيد النيتروس السنوية بشرية المنشأ زادت بنسبة 40% خلال الفترة الممتدة من عام 1980 حتى عام 2020، متجاوزةً المستويات المتوقعة لها في جميع السيناريوهات بحسب نموذج الطور السادس لمشروع نماذج المقارنة المقرونة (سي إم آي بّي 6).
- 1 يوليو (حسب تقارير): كان إعصار بيريل، وهو أول عاصفة من الفئة الخامسة تسجل في المحيط الأطلسي على الإطلاق، قد حطم الأرقام القياسية من حيث الاشتداد السريع (بمعدل 65 ميلًا في الساعة خلال 24 ساعة)، والقوة الإجمالية، وموقعه بالنسبة لشهر يونيو.
- 9 يوليو (حسب تقارير): لأول مرة، تجاوز متوسط درجة حرارة الأرض حاجز 1.5 درجة مئوية فوق الخط المرجعي لفترة ما قبل التحول الصناعي في جميع الأشهر على مدى 12 شهرًا (حتى يونيو عام 2024).
- 21 يوليو: تسجيل أعلى متوسط عالمي يومي لدرجات الحرارة عند 17.09 درجة مئوية (62.76 درجة فهرنهايت)، متجاوزًا الرقم القياسي السابق البالغ 17.08 درجة مئوية (62.74 درجة فهرنهايت) في يوم 6 يوليو عام 2023.[13]
- 28 أغسطس: خلصت دراسة نشرت في دورية «نيتشر» إلى أن حرائق الغابات الكندية خلال الفترة الممتدة من يونيو إلى سبتمبر عام 2023 تسببت في إصدار انبعاثات كربونية تجاوزت الانبعاثات السنوية الناجمة عن الوقود الأحفوري لجميع الدول، باستثناء الهند والصين والولايات المتحدة.
- 20 نوفمبر: قدرت دراسة نشرت في دورية «الأبحاث البيئية: المناخ»، تناولت آخر الأعاصير التي ضربت المحيط الأطلسي في عام 2024، أن ارتفاع درجات حرارة المياه بفعل تغير المناخ أدى إلى تكثيف سرعات الرياح القصوى في جميع الأعاصير الإحدى عشر بمقدار 9-28 ميلًا في الساعة (14-45 كم/ساعة)، بما في ذلك إعصار هيلين (16 ميلًا في الساعة (26 كم/ساعة))، وإعصار ميلتون (24 ميلًا في الساعة (39 كم/ساعة)).[14]
- 30 نوفمبر: قدر تقرير صادر عن معهد بوتسدام للبحوث المتعلقة بتأثير المناخ تحت عنوان «التراجع عن شفير الهاوية: تحويل إدارة الأراضي للبقاء ضمن الحدود الكوكبية» المعدل السنوي لتدهور الأراضي بواقع 1,000,000 كيلومتر مربع (390,000 ميل مربع)، بالإضافة إلى تدهور الأراضي المتراكم سابقًا بواقع 15,000,000 كيلومتر مربع (5,800,000 ميل مربع).[15]

## توافق الآراء
- 9 فبراير: أظهر مسح عالمي شمل قرابة 130,000 فرد، ونشرت نتائجه في دورية «طبيعة التغير المناخي»، أن نسبة 69% ممن شملهم الاستطلاع أبدوا استعدادهم التبرع بنسبة 1% من دخلهم لدعم الإجراءات المتخذة لمواجهة تغير المناخ، وأن 86% أيدوا الأعراف الاجتماعية المناصرة للمناخ، وطالبت نسبة 89% باتخاذ إجراءات سياسية أكبر. ومع ذلك، قيل إن العالم يعيش في حالة من الجهل التعددي، يستخف فيها الناس باستعداد الآخرين للتحرك.[16]
- 18 يوليو: خلص تحليل إلى أن 100 عضو من أعضاء مجلس النواب الأمريكي، و23 عضوًا من أعضاء مجلس الشيوخ الأمريكي -أي ما يناهز 23% من إجمالي أعضاء الكونغرس الأمريكي البالغ عددهم 535 عضوًا- كانوا منكرين لتغير المناخ. وكانوا جميعًا ينتمون إلى الحزب الجمهوري.[17]
- 7 أغسطس: وجدت دراسة نشرت في دورية بلوس ون أن تكرار أي ادعاء لمرة واحدة فقط كان كفيلًا بزيادة المصداقية المتصورة للادعاءات المتوافقة مع العلم المناخي والادعاءات المشككة/المنكرة لتغير المناخ، مما «يسلط الضوء على التأثير الماكر للتكرار»، بل وقد لوحظ انتشار هذا التأثير بين مؤيدي العلوم المناخية.
- 12 أغسطس (منشور): لم يجد استطلاع للرأي، أُجري في الولايات المتحدة في عام 2023، دليلًا على أن الأزمة المناخية أو حالة الطوارئ المناخية -وهما من المصطلحات الأقل شهرةً بين الأشخاص الذين شملهم الاستطلاع- قد أثارت لديهم إحساسًا أكبر بالإلحاح مقارنةً بمصطلحي التغير المناخي والاحتباس الحراري.[18]